# Friesische Wehde
Die Friesische Wehde ist ein flacher Geestrücken südwestlich des Jadebusens.

## Name und Lage
Die Bezeichnung „Wehde“ bedeutet Wald (mnd. wede, as. widu/wido). Erwähnt wurde die Landschaft 1420 als de Wede und 1449 als den fresscken Weede.
Die Friesische Wehde liegt im Landkreis Friesland im Gebiet der Gemeinden Bockhorn, Zetel und Varel. Mit einem Niveau von bis zu 15,6 m über NHN erhebt sie sich deutlich über das nördlich und östlich angrenzende Marschland der Jadebusenküste, aber kaum über das südwestlich anschließende Stapeler Moor im ostfriesischen Binnenland.

## Geschichte
Die Friesische Wehde dürfte in vorgeschichtlicher Zeit, eventuell bis ins frühe Mittelalter ein großes zusammenhängendes Waldgebiet gewesen sein. Es wurde von den vordringenden Friesen besiedelt, später aber auch von den oldenburgischen Grafen beansprucht. Als Grenzfeste gegen die Ostfriesen und zum Schutze der Friesischen Wehde ließ Graf Gerd der Mutige von Oldenburg 1462 die Neuenburg bauen.
Heute ist der Geestrücken zu etwas weniger als der Hälfte mit Wald bedeckt, etwa so viel wie von Acker- und Weideland. Das Neuenburger Holz hat eine Ausdehnung von 640 ha. Sein Kernstück ist der Neuenburger Urwald, ein Naturschutzgebiet mit mächtigen Eichen und Buchen. Das reichliche Vorkommen von Ton, der sich besonders gut für die Produktion hochwertiger Klinker eignet, hat zur Entwicklung der weltweit bekannten Ziegelindustrie geführt, deren Tongruben auch einigen Flächenbedarf haben. Die Klinkerhersteller sind heute in den „Vereinigten Klinkerwerken GmbH Bockhorn“ zusammengeschlossen.
Im Jahr 1933 wurden die Gemeinden Bockhorn, Zetel und Neuenburg zur Großgemeinde Friesische Wehde zusammengefasst, wobei der Sitz der neuen Gemeinde sich in Bockhorn befand. Dies geschah analog zur Bildung der benachbarten Großgemeinde Oestringen im selben Jahr. 1948 wurde diese Großgemeinde jedoch wieder aufgelöst und die drei Gemeinden erhielten ihre Selbständigkeit zurück. Die Gemeinde Friesische Wehde umfasste innerhalb der drei genannten Gemeinden die Bauerschaften Astede, Blauhand, Bockhorn Nord, Bockhorn Süd, Bockhornerfeld, Bohlenberge, Bohlenbergerfeld, Bredehorn, Collstede-Astederfeld, Driefel, Ellens-Blauhand, Grabstede, Jührdenerfeld, Moorwinkelsdamm, Neuenburg, Neuenburgerfeld, Ruttel, Schweinebrück, Steinhausen, Zetel Ostseite, Zetel Nordseite und Zetel Westseite. Die Einwohnerzahl der Großgemeinde betrug 1933 10.919 und 1939 11.912.